# Уліола
Уліола — село в Іспанії, у складі автономної спільноти Каталонія, у провінції Леріда.